# Cophura bella
Cophura bella là một loài ruồi trong họ Asilidae. Cophura bella được Loew miêu tả năm 1872. Loài này phân bố ở vùng Tân Bắc giới.